# Colanthura bruscai
Colanthura bruscai là một loài chân đều trong họ Paranthuridae. Loài này được Poore miêu tả khoa học năm 1984.